# مبيد قوارض

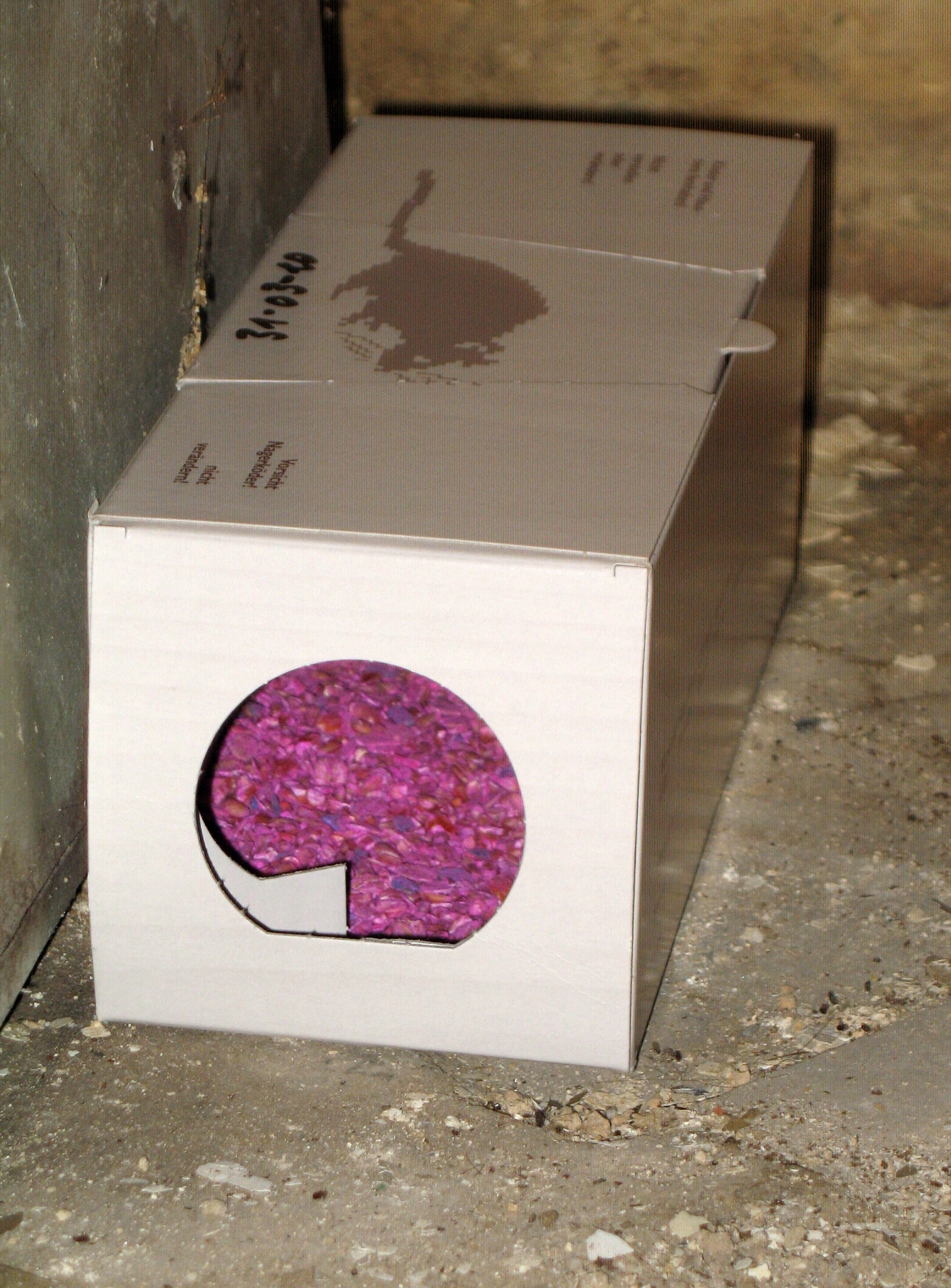
فخ للفئران يحوي على مبيد للقوارض

مبيد القوارض أو سُمُّ القوارض أو الجَارُوذ هو نوع من أنواع المبيدات المستخدمة لمكافحة آفة القوارض.
قد تتكون مبيدات القوارض من مواد كيميائية سامة تعطي تأثيراً مباشراً مثل الفوسفيدات، ولكن يُرافق ذلك خطورةُ تلوث البيئة وخطورة على صحة الإنسان. هناك نمط آخر يعتمد على الانتقائية بهدف التقليل من المخاطر، ولكن تأثير تلك المبيدات يتطلب وقتاً أطول. من أمثلتها مضادات التخثر أو استخدام فيتامينات D بتركيز مرتفع في طعم القوارض.